# Rózsa Records
Rózsa Records – węgierskie wydawnictwo muzyczne.

## Historia
Wytwórnia została założona w 1991 roku przez Istvána Rózsę po tym, gdy wskutek upadku socjalizmu skończył się okres monopolu Hungarotonu na wydawanie płyt na Węgrzech. W marcu 1995 roku wytwórnia zawarła umowę z Warner Music jako członek stowarzyszony. Staraniem wytwórni w 1997 roku reaktywowano Tabán Fesztivál.
Jako prezes wytwórni Rózsa Records István Rózsa należy do zarządu Mahasz.